# Tibacuy
Tibacuy là một khu tự quản thuộc tỉnh Cundinamarca, Colombia. Thủ phủ của khu tự quản Tibacuy đóng tại Tibacuy Khu tự quản Tibacuy có diện tích ki lô mét vuông. Đến thời điểm ngày 28 tháng 5 năm 2005, khu tự quản Tibacuy có dân số 5524 người.